# Mahmoud El-Messouti
Mahmoud El-Messouti (arab. محمود المسعوتي; ur. 17 kwietnia 1960) – syryjski zapaśnik walczący w stylu wolnym. Olimpijczyk z Moskwy 1980, gdzie odpadł w eliminacjach w kategorii 52 kg. Wicemistrz igrzysk śródziemnomorskich w 1987, a także igrzysk panarabskich w 1985 roku.

## Turniej wMoskwie 1980
| Konkurencja         | Walki                    | Walki               | Klas. końcowa         |
| Konkurencja         | Przeciwnik I             | Przeciwnik II       | Miejsce               |
| ------------------- | ------------------------ | ------------------- | --------------------- |
| styl wolny do 57 kg | Antonio La Bruna (ITA) L | Iwan Coczew (BUL) L | odpadł w eliminacjach |